# Редди, Кирти
Кирти Редди (телугу కీర్తి రెడ్డి, англ. Keerthi Reddy; род. 17 ноября 1978 года) — индийская актриса, снимавшаяся в фильмах на хинди, телугу и тамильском языках. Лауреат Filmfare Award за лучшую женскую роль второго плана в фильме на телугу.

## Биография
Кирти — старшая из двух дочерей в семье бизнесмена Сунила Редди и дизайнера одежды Ахальи.
Её дед Гаддам Ганга Редди — политик, член партии Телангана Раштра Самитхи.
Кирти получила среднее образование в частной школе The Valley School в Бангалоре, где провела большую часть детства.
В 1996 году она дебютировала в провалившемся фильме на телугу Gunshot,
после чего снялась в нескольких тамильских кинолентах.
Её второй фильм на телугу, Tholi Prema в паре с Паваном Кальяном, вышедший в 1998 году, стал хитом.
Однако два следующих проекта, тамильский Ninaivirukkum Varai с Прабху Девой и телужский Ravoyi Chandamama с Нагарджуной потерпели неудачу в прокате.
После этого она попробовала свои силы в Болливуде, снявшись в Tera Jadoo Chal Gayaa с Абхишеком Баччаном и Pyaar Ishq Aur Mohabbat с Арджуном Рампалом, но эти фильмы также не имели успеха у зрителя, несмотря на крупную рекламную кампанию.
В 2002 году она снялась в фильме на каннада Super Star в паре с Упендрой.
Её последней ролью в кино стала сестра героя Махеша Бабу в фильме Arjun 2004 года, принесшая ей Filmfare Award South за лучшую женскую роль второго плана.
Кирти оставила кинематограф после того, как вышла замуж за актёра Суманта в августе 2004 года. Они прожили вместе два года и развелись в 2006. Через некоторое время она вновь связала себя узами брака и родила сына в 2009 году.

## Фильмография
| Год  |   | Русское название      | Оригинальное название                                | Роль             |
| ---- | - | --------------------- | ---------------------------------------------------- | ---------------- |
| 1996 | ф |                       | Gunshot (тел.)                                       |                  |
| 1997 | ф |                       | Devathai (там.)                                      | Каял             |
| 1997 | ф |                       | Nandhini (там.)                                      | Раджи            |
| 1998 | ф |                       | Jolly (там.)                                         | Челламма         |
| 1998 | ф |                       | Iniyavale (там.)                                     | Манджу           |
| 1998 | ф | Первая любовь         | Tholi Prema (тел.)                                   | Ану              |
| 1999 | ф |                       | Ninaivirukkum Varai (там.)                           | Сандия           |
| 1999 | ф | Голос сердца          | Ravoyi Chandamama (тел.) Sanam Tere Hain Hum (хинди) | Рукмини          |
| 2000 | ф | Магия твоей любви     | Tera Jadoo Chal Gayaa (хинди)                        | Пуджа            |
| 2001 | ф | С первого взгляда     | Pyaar Ishq Aur Mohabbat (хинди)                      | Иша Наир         |
| 2002 | ф | От ненависти до любви | Badhaai Ho Badhaai (хинди)                           | Флоренс де Соуза |
| 2002 | ф |                       | Super Star (канн.)                                   | Девьяни          |
| 2004 | ф | Арджун                | Arjun (тел.)                                         | Минакши          |